# (7119) Hiéra

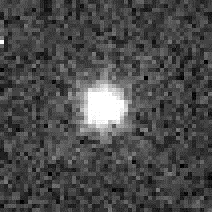
Image du télescope spatial Hubble de l'astéroïde troyen jovien 7119 Hiera, en 2013

(7119) Hiéra, désignation internationale (7119) Hiera, est un astéroïde troyen jovien.

## Description
(7119) Hiéra est un astéroïde troyen jovien, camp grec, c'est-à-dire situé au point de Lagrange L4 du système Soleil-Jupiter. Il présente une orbite caractérisée par un demi-grand axe de 5,157 UA, une excentricité de 0,101 et une inclinaison de 19,3° par rapport à l'écliptique.
Il est nommé en référence au personnage de la mythologie grecque Hiéra, acteur du conflit légendaire de la guerre de Troie.

## Compléments